# Gabriel Esparza (taekwondoka)
Gabriel Esparza Pérez (Pamplona, 31 marzo 1973) è un ex taekwondoka spagnolo.

## Palmarès
- Giochi olimpici

Sydney 2000: argento nei pesi mosca.
- Mondiali

Atene 1991: bronzo nei pesi mosca.
Manila 1995: argento nei pesi gallo.
- Europei

Valencia 1992: oro nei pesi mosca.
Zagabria 1994: oro nei pesi gallo.
Helsinki 1996: oro nei pesi gallo.
Eindhoven 1998: argento nei pesi gallo.